# Poetas de la Nueva Generación (1994)
Poetas de la Nueva Generación ( en inglés: New Generation Poets ) es un grupo de poetas británicos seleccionados por la Poetry Book Society en 1994 para representar a la poesía británica. Su trabajo se presentó en un festival nacional celebrado en Londres y que duró un mes. Muchos de los poetas seleccionados alcanzaron un éxito popular considerable. Los 20 poetas fueron elegidos por un panel de jueces compuesto por Melvyn Bragg (presidente sin derecho a voto), los poetas Michael Longley y Vicki Feaver, el crítico literario James Wood, Margaret Busby (editora y autora) y John Osborne (profesor de Estudios Americanos en la Universidad de Hull y editor de la revista de poesía Bête Noire ).  
Los poetas de la nueva generación aparecieron en una edición de The South Bank Show, presentada por Melvyn Bragg, el 2 de octubre de 1994, y también fueron el foco de un número especial de Poetry Review .  
La lista de poetas incluye:
| - Moniza Alvi - Simon Armitage - John Burnside - Robert Crawford - David Dabydeen - Michael Donaghy - Carol Ann Duffy | - Ian Duhig - Elizabeth Garrett - Lavinia Greenlaw - W. N. Herbert - Michael Hofmann - Mick Imlah - Kathleen Jamie | - Jamie McKendrick - Sarah Maguire - Glyn Maxwell - Don Paterson - Pauline Stainer - Susan Wicks. |